# 小行星7144
小行星7144（7144 Dossobuono）是一颗绕太阳运转的小行星，为主小行星带小行星。该小行星于1996年5月发现。

## 轨道参数
小行星7144的轨道半长轴为2.4150034 UA，离心率为0.142。